# 코임브라 공작 인판테 아우구스투
아우구스투 드 브라간사, 코임브라 공작(포르투갈어: Augusto de Bragança, Duque de Coimbra, 1847년 11월 4일 ~ 1889년 9월 26일)는 포르투갈의 왕족이다.
1847년 11월 4일에 마리아 2세와 페르난두 2세 부부의 5번째 아들로 태어났다. 아우구스투는 원래 포르투갈의 왕위 계승과는 거리가 멀었으나 1861년에 자신의 형이자 당시 포르투갈의 국왕이었던 페드루 5세, 다른 형들인 주앙과 페르난두가 콜레라로 잇달아 사망하면서 자신의 둘째 형인 루이스 1세의 잠정적인 왕위 후계자로 여겨졌다.
1863년 9월 28일에 루이스 1세 국왕의 아들인 카를루스가 태어날 때까지 포르투갈 왕실의 잠정적인 왕위 후계자로 남아 있었다. 평생 동안 결혼하지 않고 독신으로 살면서 코임브라 공작 작위를 받았고 포르투갈군에서 사단장으로 복무했다. 1889년 9월 26일에 사망했의 그의 유해는 리스본에 위치한 상비센트드포라 수도원에 안장되었다.